# 여주군·양평군·가평군
여주군·양평군·가평군은 대한민국의 옛 국회의원 선거구이다. 당시 경기도 여주군과 양평군, 가평군을 관할하였다.

## 역사
대한민국 제19대 국회의원 선거를 앞두고 이천시·여주군 선거구가 인구 상한선을 초과하면서 여주군이 양평군·가평군 선거구에 편입되면서 신설되었다.
2013년 9월, 여주군이 여주시로 승격되었다. 또한 대한민국 제20대 국회의원 선거를 앞두고 헌법재판소의 인구 편차 판결로 이 선거구 역시 인구 상한선을 넘게 되었다. 이에 가평군이 포천시와 함께 포천시·가평군 선거구를 이루고 남은 여주시와 양평군이 여주시·양평군 선거구를 이루게 됨에 따라 폐지되었다.

## 관할 구역
- 여주군 전역
- 양평군 전역
- 가평군 전역

## 역대 국회의원
| 선거   | 정당 | 정당     | 의원   |
| ------ | ---- | -------- | ------ |
| 2012년 |      | 새누리당 | 정병국 |

## 역대 선거 결과

### 대한민국 제19대 국회의원 선거
|  | 67.46% |

|  | 32.53% |